# Cattedrale di San Paolo (Birmingham)
La cattedrale di San Paolo (in inglese: Cathedral of St. Paul) è una cattedrale cattolica situata a Birmingham, in Alabama, Stati Uniti d'America. La cattedrale è sede della diocesi di Birmingham.

## Storia
La cattedrale di San Paolo è stata progettata dall'architetto di Chicago Adolphus Druiding. La prima pietra è stata posta l'11 giugno 1890 e l'edificio completato è stato dedicato il 30 novembre 1893. Si tratta di un edificio vittoriano in mattoni in stile gotico. La chiesa è stata elevata a cattedrale contestualmente alla creazione della diocesi di Birmingham nel 1969.
La chiesa è stata completamente rinnovata nel 1955. Nel 1972 sono stati effettuati alcuni interventi strutturali per rendere il santuario conforme allo spirito del Concilio Vaticano II.
La chiesa, insieme alla contigua scuola, è stata inserita nel Registro Nazionale dei luoghi storici nel 1982.